# Bogumiła Staniów
Bogumiła Staniów – profesor nauk humanistycznych, wykładowca Instytutu Informacji Naukowej i Bibliotekoznawstwa Wydziału Filologicznego Uniwersytetu Wrocławskiego.

## Życiorys
25 czerwca 1996 obroniła pracę doktorską Literatura amerykańska dla dzieci i młodzieży w Polsce w latach 1945–1985. Studium bibliologiczne, 27 lutego 2007 habilitowała się na podstawie pracy zatytułowanej „Z uśmiechem przez wszystkie granice”. Recepcja wydawnicza przekładów polskiej książki dla dzieci i młodzieży w latach 1945–1989. Zatrudniona na stanowisku profesora w Instytucie Nauk o Informacji i Mediach na Wydziale Filologicznym Uniwersytetu Wrocławskiego, a w latach 2009-2012 na stanowisku profesora uczelni w Państwowej Wyższej Szkole Zawodowej w Koszalinie.
Piastowała funkcję prodziekana Wydziału Filologicznego Uniwersytetu Wrocławskiego; jest członkiem Rady Dyscypliny – Nauki o Komunikacji Społecznej i Mediach.